# Manna Dey
Manna Dey, nato Prabodh Chandra Dey (Calcutta, 1º maggio 1919 – Bangalore, 24 ottobre 2013), è stato un cantante indiano.
In una carriera lunga circa cinquanta anni, ha fatto da cantante "playback" in diversi film di molte lingue indiane; principalmente hindi e bengali, ma anche bhojpuri, magadhi, maithili, punjabi, assamese, odia, konkani, sindhi, gujarati, marathi, kannada, malayalam e nepali. 

## Premi e riconoscimenti
Lista parziale.

- Padma Shri (1971)
- Ordine delle arti e delle lettere (1985) dal Governo francese
- Padma Bhushan (2005)
- Dadasaheb Phalke Award (2007)
- Padma Vibhushan (2012)